# روبرت ن. تومسون
روبرت ن. تومسون هو سياسي أمريكي وكندي، ولد في 17 مايو 1914 في دولوث في الولايات المتحدة، وتوفي في 16 نوفمبر 1997 في فورت لانجلي  في كندا. نشط حزبياً في الحزب الكندي التقدمي المحافظ. وقد انتخب عضو مجلس العموم الكندي.